# Bryceella tenella
Bryceella tenella är en hjuldjursart som först beskrevs av David Bryce 1897.  Bryceella tenella ingår i släktet Bryceella och familjen Proalidae. Inga underarter finns listade i Catalogue of Life.